# Фоменков Олексій Павлович
Олексій Павлович Фоменков (нар. 11 березня 1925, Кочелаєво) — майстер художнього ткацтва; член Спілки художників України.

## Біографія
Народився 11 березня 1925 року в селі Кочелаєві (тепер Ковилкінський район Республіки Мордовія Російської Федерації). Брав участь у німецько-радянській війні. Нагороджений орденом Вітчизняної війни ІІ ступеня (6 квітня 1985), медалями «За взяття Кенігсберга», «За перемогу над Німеччиною».
У 1952 році закінчив Московський текстильний інститут. Жив у Житомирі, в будинку на вулиці Київській № 88, квартира 108.

## Творчість
Працював в галузі декоративного мистецтва (художнє ткацтво). Серед робіт:
портьєрні тканини
- «Ритм» (1963);
- «Народна» (1963);

скатерки
- «Льонок» (1963);
- «Білоруські мотиви» (1964);
- «Гуцулка» (1965).

Брав участь у всесоюзних виставках з 1960 року, зарубіжних з 1963 року.